# Michelle Rodriguezová
Mayte Michelle Rodriguezová, nepřechýleně Rodriguez, (* 12. července 1978 San Antonio, Texas) je americká herečka. Její nejznámější rolí je Ana Lucia Cortezová ze seriálu Ztraceni. Dále hrála ve filmech Rychle a zběsile, S.W.A.T., Resident Evil či Avatar.

## Životopis

### Mládí
Její otec Rafael Rodriguez je původem z Portorika, matka Carmen Milady Paredová pochází z Dominikánské republiky. Michelle má celkem deset sourozenců a byla vychována svou nábožensky založenou babičkou z matčiny strany.
Ve svých osmi letech se odstěhovala se svou matkou do Dominikánské republiky a od svých jedenácti let žila v Portoriku. Nakonec zakotvila v New Jersey. V sedmnácti odešla ze střední školy, později si však dodělala maturitu.

### Kariéra
Rodriguezová prokázala svou ctižádostivost, když narazila na reklamu na casting do nízkorozpočtového, nezávislého filmu Girlfight. Prorazila si cestu dalšími 350 uchazeči, až získala roli Diany Guzmanové, problémové teenagerky, která si zvolila cestu agrese a stala se boxerkou. To byla její první role. Film byl představen v roce 2002 a Rodriguezové výkon byl dobře přijat diváky i kritikou.
Následně dostala role v dalších úspěšných filmech, jako Rychle a zběsile, Resident Evil a S.W.A.T. V roce 2002 se umístila na 77. místě žebříčku „102 nejvíce sexy žen světa“ magazínu Stuff a 34. místě žebříčku časopisu Maxim.
V roce 2004 propůjčila svůj hlas ve videohře Halo 2 jednomu z mariňáků. Svůj hlas také poskytla Liz Ricarrové v animovaném seriálu IGPX. V roce 2005 - 2006 hrála policistku Anu Luciu Cortezovou v seriálu Ztraceni. Rodriguezová stále udržuje kontakt s jednou z představitelek hlavních rolí, Cynthií Watros. V roce 2006 dotočila hororový snímek The Breed. V poslední době účinkovala ve sci-fi dobrodružném filmu Jamese Camerona Avatar.

### Osobní život
Rodriguez jeden čas chodila s hvězdou filmu Rychle a zběsile Vinem Dieselem,
v roce 2006 začala mít zájem o irského herce Colin Farrella.
V červenci 2006 v britském Cosmopolitanu popřela, že by byla lesba, ale že pouze „experimentuje“ se ženami.
Nicméně 14. listopadu 2006 hvězda Terminátora 3: Vzpoura strojů Kristanna Lokenová (role T-X), která se otevřeně hlásí k bisexualitě časopisu The Advocat řekla, že má s Michelle Rodriguezovou vážný vztah.
V dubnu 2007 Kristanna Lokenová na otázky týkajících se Michelle Rodriguez odvětila: „Jsme skvělé kamarádky. Vždy zůstane má nejlepší a nejbližší přítelkyně a vždy budu Michelle milovat.“
V rozhovoru pro Curve Magazine se Rodriguezová otevřeně přihlásila k bisexualitě a ke vztahu s Kristannou Lokenovou.
Po vztahu s Kristannou Lokenovou si noviny daly Michelle Rodriguezovou dohromady s expartnerem Kylie Minogue Olivierem Martinezem.

#### Konflikty se zákonem
- Rodriguezová byla v březnu 2002 zatčena a obviněna z útoku na svou spolubydlící.[6] Obvinění byla později stažena, protože spolubydlící odmítla vypovídat před soudem.[7]
- V listopadu 2003 musela k soudu kvůli obviněním z dopravních incidentů: 22. července odjela z místa dopravní nehody poté, co napadla jiného motoristu a 4. listopadu projela podnapilá křižovatkou. V obou případech dostala podmíněný trest.
- V červenci 2004 odmítla u soudu v Los Angeles tři obvinění: napadení a útěk, řízení auta v opilosti a řízení v podmínce. Byla odsouzena k osmačtyřiceti hodinám vězení, veřejně prospěšným pracím v márnicích ve dvou Newyorských nemocnicích a tříměsíční protialkoholní léčbě, na zkušební dobu tří let.
- 1. listopadu 2005 během natáčení Ztracených měla několikrát pletky s policií v Honolulu. Jela rychlostí 83 mil/h (133 km/h) v Oahu, kde je povoleno 55 mil/h (90 km/h), za což dostala pokutu 357 dolarů. Dalších 300 dolarů zaplatila za jízdu 20. října rychlostí 90 mil/h (145 km/h) v místech s povolenou rychlostí 35 mil/h (55 km/h) a 197 dolarů odevzdala státu za 80 mil/h (128 km/h) v místech s povolenými 50 mílemi/h (80 km/h).[8]
- 1. prosince 2005 byly Michelle Rodriguezová a její kolegyně Cynthia Watrosová chyceny za volantem v opilosti.[9] Rodriguezová se prohlašovala nevinnou, ale v den soudu v dubnu 2006 přiznala jedno řízení pod vlivem alkoholu. Vybrala si, že zaplatí pokutu 500 dolarů a stráví 5 dní ve vězení místo odpracování 240 hodin veřejně prospěšných prací.
- Protože byl tento incident porušením podmíněného trestu v Los Angeles, byla Michelle Rodriguezová 1. května odsouzena k 60 dnům vězení, 30 dnům protialkoholní léčby a 30 dnům veřejně prospěšných prací, mimo jiné i pro nadaci Matky proti alkoholu za volantem.[10] Kvůli přeplnění věznice však byla Michelle propuštěna dvacet minut poté, co nastoupila trest. Na svých stránkách o tom napsala několik zážitků.[11]
- Vzhledem k faktu, že postavy Michelle Rodriguezové i Cynthie Watrosové v seriálu Ztraceni zemřely, vedlo některé fanoušky k přesvědčení, že to souvisí s jejich zatčením. Nicméně jak Rodriguezová, tak i producenti seriálu tvrdí, že jejich odchod byl plánovaný ještě před začátkem natáčení a jejich zatčení je jen shoda okolností.

## Filmografie

### Film
| Rok  | Název                            | Role                    | Poznámky            |
| ---- | -------------------------------- | ----------------------- | ------------------- |
| 2000 | Boxerka                          | Diana Guzman            |                     |
| 2001 | Rychle a zběsile                 | Letty                   |                     |
| 2001 | Ve tři ráno                      | Salgado                 |                     |
| 2002 | Resident Evil                    | Rain Ocampo             |                     |
| 2002 | Osudové léto                     | Eden                    |                     |
| 2003 | S.W.A.T.                         | strážnice Chris Sanchez |                     |
| 2004 | Pod kontrolou                    | Teresa                  |                     |
| 2005 | BloodRayne                       | Katarin                 |                     |
| 2006 | The Breed                        | Nicki                   |                     |
| 2007 | Vzpoura v Seattlu                | Lou                     |                     |
| 2008 | Gardens of the Night             | Lucy                    |                     |
| 2009 | Rychlí a zběsilí                 | Letty Ortiz             |                     |
| 2009 | Los Bandoleros                   | Letty Ortiz             | krátkometrážní film |
| 2009 | Avatar                           | kapitánka Trudy Chacon  |                     |
| 2010 | Machete                          | Luz/Shé                 |                     |
| 2010 | Trópico de Sangre                | Minerva Mirabal         |                     |
| 2011 | Světová invaze                   | seržant Elana Santos    |                     |
| 2012 | Resident Evil: Odveta            | Rain Ocampo             |                     |
| 2013 | InAPPropriate Comedy             | Harriet                 |                     |
| 2013 | Rychle a zběsile 6               | Letty Ortiz             |                     |
| 2013 | Turbo                            | Paz (hlas)              |                     |
| 2013 | Machete zabíjí                   | Luz/Shé                 |                     |
| 2015 | Rychle a zběsile 7               | Letty Ortiz             |                     |
| 2016 | The Assignment                   | Frank Kitchen / Tomboy  |                     |
| 2016 | Milton's Secret                  | Paní Fergusonová        |                     |
| 2017 | Šmoulové: Zapomenutá vesnice     | Smurf Storm (hlas)      |                     |
| 2017 | Rychle a zběsile 8               | Letty Ortiz             |                     |
| 2018 | Vdovy                            | Linda                   |                     |
| 2019 | Alita: Bojový Anděl              | Gelda                   |                     |
| 2020 | She Dies Tomorrow                | Sky                     |                     |
| 2021 | Rychle a zběsile 9               | Letty Ortiz             |                     |
| 2021 | Crisis                           | dozorce Garrett         |                     |
| 2023 | Dungeons & Dragons: Čest zlodějů | Holga                   |                     |
| 2023 | Rychle a zběsile 10              | Letty Ortiz             |                     |
| 2024 | Rychle a zběsile 11              | Letty Ortiz             |                     |

### Televize
| Rok                  | Název                         | Role             | Poznámky                                                                    |
| -------------------- | ----------------------------- | ---------------- | --------------------------------------------------------------------------- |
| 2003                 | Slavi's Show                  | Samu sebe        | 1 díl                                                                       |
| 2005                 | Napálené celebrity            | Samu sebe        | 1 díl                                                                       |
| 2005–06              | Immortal Grand Prix           | Liz Ricarro      | 26 dílů, hlas (anglická verze)                                              |
| 2005–2006, 2009–2010 | Ztraceni                      | Ana Lucia Cortez | host (1. řada), hlavní role (2. řada), speciální host (5.–6. řada), 22 dílů |
| 2011                 | CollegeHumor Original         | Jessica          | díl: „Sorority Pillow Fight“                                                |
| 2012                 | Německo hledá topmodelku      | Samu sebe        | díl: „A Dream Comes True: Hollywood is Waiting“                             |
| 2015                 | Running Wild with Bear Grylls | Samu sebe        | díl: „Michelle Rodriguez“                                                   |
| 2015                 | Super Into                    | Samu sebe        | díl: „Michelle Rodriguez is Super Into Superbikes“                          |

### Hudební videa
| Rok  | Název                     | Umělec                   |
| ---- | ------------------------- | ------------------------ |
| 2000 | "I Can Do Too"            | Cole feat. Queen Latifah |
| 2001 | "Always on Time"          | Ja Rule a Ashanti        |
| 2002 | "If I Could Fall in Love" | Lenny Kravitz            |
| 2015 | "Confident"               | Demi Lovato              |
| 2018 | "Nice for What"           | Drake                    |

### Video hry
| Rok  | Název                            | Role                   |
| ---- | -------------------------------- | ---------------------- |
| 2003 | True Crime: Streets of LA        | Rosie Velasco          |
| 2004 | Driv3r                           | Calita                 |
| 2004 | Halo 2                           | Marine                 |
| 2009 | James Cameron's Avatar: The Game | kapitánka Trudy Chacon |
| 2012 | Call of Duty: Black Ops II       | Strike Force vojačka   |
| 2020 | Fast & Furious Crossroads        | Letty Ortiz            |

## Ocenění a nominace
| Rok  | Ocenění                                | Kategorie                                           | Práce                                 | Výsledky  |
| ---- | -------------------------------------- | --------------------------------------------------- | ------------------------------------- | --------- |
| 2001 | Chicago Film Critics Association Award | nejslibnější nováček                                | Boxerka                               | nominace  |
| 2001 | Chlotrudis Awards                      | nejlepší herečka                                    | Boxerka                               | nominace  |
| 2001 | Deauville Film Festival                | nejlepší herečka                                    | Boxerka                               | vítězství |
| 2001 | ALMA Awards                            | nejlepší latino obsazení                            | Boxerka                               | nominace  |
| 2001 | Black Reel Award                       | nejlepší herečka                                    | Boxerka                               | nominace  |
| 2001 | Independent Spirit Award               | nejlepší debutový výkon                             | Boxerka                               | vítězství |
| 2001 | National Board of Review Award         | objev roku: herečka                                 | Boxerka                               | vítězství |
| 2001 | Gotham Award                           | objev roku                                          | Boxerka                               | vítězství |
| 2001 | Las Vegas Film Critics Society Award   | nejlepší herečka                                    | Boxerka                               | nominace  |
| 2001 | Las Vegas Film Critics Society Award   | nejlepší ženský nováček                             | Boxerka                               | vítězství |
| 2001 | Online Film Critics Society Award      | objev roku                                          | Boxerka                               | nominace  |
| 2002 | ALMA Award                             | nejlepší filmová herečka                            | Rychle a zběsile                      | nominace  |
| 2002 | ALMA Award                             | nejlepší výkon v TV filmu nebo minisérii            | Ve tři ráno                           | nominace  |
| 2002 | Black Reel Awards                      | nejlepší herečka ve vedlejší roli                   | Ve tři ráno                           | nominace  |
| 2002 | MTV Movie Award                        | nejlepší filmový tým (s Kate Bosworth a Sanoe Lake) | Osudové léto                          | nominace  |
| 2002 | Imagen Foundation Award                | nejlepší herečka ve vedlejší roli                   | S.W.A.T. – Jednotka rychlého nasazení | vítězství |
| 2005 | Screen Actors Guild Award              | nejlepší obsazení: dramatický seriál                | Ztraceni                              | vítězství |
| 2005 | Cena Saturn                            | nejlepší televizní herečka ve vedlejší roli         | Ztraceni                              | nominace  |
| 2006 | Zlatá malina                           | nejhorší herečka ve vedlejší roli                   | BloodRayne                            | nominace  |
| 2006 | Gold Derby Awards                      | nejlepší obsazení                                   | Ztraceni                              | nominace  |
| 2009 | ALMA Award                             | nejlepší filmová herečka                            | Rychlí a zběsilí                      | nominace  |
| 2011 | ALMA Award                             | nejlepší filmová herečka: drama/dobrodružný         | Světová invaze                        | nominace  |
| 2013 | Teen Choice Awards                     | nejlepší letní hvězda: žena                         | Rychle a zběsile 6                    | nominace  |
| 2014 | Hollywood Awards                       | nejlepší obsazení                                   | Rychle a zběsile 6                    | nominace  |
| 2014 | Imagen Foundation Awards               | nejlepší herečka ve vedlejší roli                   | Rychle a zběsile 6                    | nominace  |
| 2015 | Teen Choice Awards                     | nejlepší filmová herečka: akční film                | Rychle a zběsile 7                    | nominace  |
| 2015 | People's Choice Award                  | nejlepší filmová herečka: akční film                | Rychle a zběsile 7                    | nominace  |
| 2017 | Teen Choice Awards                     | nejlepší filmová herečka: akční film                | Rychle a zběsile 8                    | nominace  |

### Rozhovory
- UK Cosmo Interview, (06/06), MR Underground
- Interview, 10/00, BeatBoxBetty
- Interview, 9/29/2000, CNN
- Collection of snippets on Rodriguez's background